# Aristideae
Aristideae, tribus trava smješten u potporodicu Aristidoideae. Postoji nekoliko rodova.
Tribus je opisan je u Grasses of Burma, Ceylon, India and Pakistan (excluding Bambuseae) 685. 1960.

## Rodovi
1. Aristida L.
2. Sartidia De Winter
3. Stipagrostis Nees